# Trichoblatta pygmaea
Trichoblatta pygmaea är en kackerlacksart som först beskrevs av Heinrich Hugo Karny 1915.  Trichoblatta pygmaea ingår i släktet Trichoblatta och familjen jättekackerlackor.
Artens utbredningsområde är Taiwan. Inga underarter finns listade i Catalogue of Life.